# Snooker Shoot-Out 2020
Le Snooker Shoot-Out 2020 est un tournoi de snooker de catégorie classée comptant pour la saison 2019-2020.
L'épreuve s'est tenue du 20 février 2020 au 23 février 2020 au Watford Colosseum de Watford, en Angleterre. Elle est organisée par la WPBSA et parrainée par le bookmaker BetVictor (en). Elle fait partie de la toute nouvelle BetVictor European Series. Le sponsor décernera un bonus de 150 000 £ au joueur qui amassera le plus de points lors des quatre tournois suivants : le Masters d'Europe, le Masters d'Allemagne, le Shoot-Out et l'Open de Gibraltar.

## Déroulement

### Contexte avant le tournoi
La règle du temps est toujours présente : chaque match dure au maximum 10 minutes, à l'issue desquelles une sirène retentit. Les joueurs disposent de 15 secondes par coup, puis de 10 secondes au bout de 5 minutes de match. Une fois le chronomètre écoulé, le joueur ayant marqué le plus de points s'impose. En cas d'égalité, ils doivent s'affronter en mort subite sur la bille bleue (à la façon des penalties).
La compétition rassemble 128 participants. Le vainqueur remporte un prix de 50 000 £.
Le tenant du titre est Thepchaiya Un-Nooh, il s'était imposé contre Michael Holt en finale. 

### Faits marquants
Holt prend sa revanche cette année en remportant le tournoi face à Zhou Yuelong en finale. Il s'agit de son premier tournoi classé, lui qui est devenu joueur professionnel en 1996. Cela lui permet d'entrer dans le champ pour le championnat des joueurs en tant que seizième et dernier qualifié, sortant Ronnie O'Sullivan.

## Dotation
La répartition des prix est la suivante :
- Vainqueur : 50 000 £
- Finaliste : 20 000 £
- Demi-finaliste : 8 000 £
- Quart de finaliste : 4 000 £
- 8es de finale : 2 000 £
- 16es de finale : 1 000 £
- 32es de finale : 500 £
- 1ers tours : 250 £
- Meilleur break : 5 000 £
- Dotation totale : 171 000 £

## BetVictorEuropean Series
Les trois premiers tournois parrainés par le sponsor BetVictor ont été disputés à l'issue de ce Shoot-Out. Avec le Masters d'Europe et le Masters d'Allemagne, les dotations cumulées (hors meilleurs breaks) s'élèvent à 963 000 £. L'Open de Gibraltar sera respectivement doté de 251 000 £, dont 50 000 £ pour le vainqueur. Mathématiquement, seuls deux joueurs sont encore en course pour remporter le bonus.
| Joueur          | Masters d'Europe | Masters d'Allemagne | Shoot-Out | Open de Gibraltar | Total   |
| --------------- | ---------------- | ------------------- | --------- | ----------------- | ------- |
| Neil Robertson  | 80 000           | 35 000              | 0         | 0                 | 115 000 |
| Judd Trump      | 0                | 80 000              | 0         | 0                 | 80 000  |
| Zhou Yuelong    | 35 000           | 3 000               | 20 000    | 0                 | 58 000  |
| Michael Holt    | 6 000            | 0                   | 50 000    | 0                 | 56 000  |
| Graeme Dott     | 6 000            | 20 000              | 0         | 0                 | 26 000  |
| Shaun Murphy    | 3 000            | 20 000              | 2 000     | 0                 | 25 000  |
| Gary Wilson     | 17 500           | 5 000               | 0         | 0                 | 22 500  |
| Ali Carter      | 17 500           | 3 000               | 500       | 0                 | 21 000  |
| Zhao Xintong    | 6 000            | 10 000              | 500       | 0                 | 16 500  |
| Scott Donaldson | 11 000           | 5 000               | 0         | 0                 | 16 000  |

## Tableau

### Premier tour
20 février – Session de l'après-midi
| - Alex Borg 17–63 Thepchaiya Un-Nooh - Sean Maddocks 15–43 Igor Figueiredo - Kurt Maflin 103–29 Yuan Sijun - Dominic Dale 30–26 Mitchell Mann - David Lilley 41–39 Gary Wilson - Zhang Anda 37–21 Fan Zhengyi - Mark Davis 61–1 Harvey Chandler - Iulian Boiko 0–120 Chang Bingyu | - Mark Williams 59–7 Luca Brecel - Bai Langning 72–77 Daniel Wells - Si Jiahui 63–68 Xiao Guodong - David Grace 29–35 Dean Young - Mark Joyce 26–46 Chris Wakelin - Nigel Bond 62–0 Gerard Greene - Zhao Xintong 70–24 Lukas Kleckers - Sunny Akani 54–18 Mark Selby |

20 février – Session du soir
| - Kyren Wilson 28–24 Michael White - Louis Heathcote 10–49 Jamie Clarke - Anthony McGill 69–19 Zhang Jiankang - Liam Highfield 89–33 James Cahill - Andrew Pagett 46–41 Stuart Bingham - Ashley Hugill 33–9 Jamie O'Neill - Mei Xiwen 22–17 Matthew Selt - Thor Chuan Leong 133–0 Nutcharut Wongharuthai | - Mark Allen 8–54 Luo Honghao - Li Hang 58–44 Adam Stefanow - Lyu Haotian 52–35 Riley Parsons - Paul Davison 21–36 Anthony Hamilton - Robert Milkins 0–39 David Gilbert - Simon Lichtenberg 3–60 Lei Peifan - Joe O'Connor 31–64 Elliott Slessor - Jimmy White 30–71 Matthew Stevens |

21 février – Session de l'après-midi
| - Shaun Murphy 77–0 Kishan Hirani - Soheil Vahedi 42–37 Alfie Burden - Ben Woollaston 41–23 Duane Jones - Robbie McGuigan 13–50 Aaron Hill - Scott Donaldson 35–67 Jordan Brown - Michael Georgiou 21–28 Ross Bulman - Ricky Walden 61–71 Tian Pengfei - Lee Walker 30–37 Lu Ning | - Chen Zifan 50–56 Ali Carter - Martin Gould 8–74 Andrew Higginson - Amine Amiri 38–69 Michael Holt - Craig Steadman 44–27 Hammad Miah - Jack Lisowski 79–10 Andy Hicks - Hossein Vafaei 41–61 Alexander Ursenbacher - Martin O'Donnell 58–27 Rod Lawler - Ian Burns 69–8 Reanne Evans |

21 février – Session du soir
| - Kacper Filipiak 41–64 Ken Doherty - Barry Pinches 6–117 Ryan Day - Tom Ford 27–65 Zhou Yuelong - Andy Lee 0–69 Billy Joe Castle - Xu Si 1-42 Yan Bingtao - Sam Baird 36–48 Jak Jones - Noppon Saengkham 43–46 Ashley Carty - Mike Dunn 41–29 John Astley | - Jackson Page 7–74 Barry Hawkins - Brandon Sargeant 62–7 Eden Sharav - Liang Wenbo 34–29 Oliver Lines - Fergal O'Brien 41–56 Chen Feilong - Jimmy Robertson 7–35 Joe Perry - Fraser Patrick 56–7 Stuart Carrington - Peter Lines 58–16 Sam Craigie - Alan McManus 10–54 Ronnie O'Sullivan |

### Deuxième tour
22 février – Session de l'après-midi
| - Aaron Hill 55–11 Kyren Wilson - Liam Highfield 0–61 Dean Young - Jamie Clarke 53–38 Lu Ning - Anthony Hamilton 62–50 David Gilbert - Lyu Haotian 57–25 Mark Davis - Thor Chuan Leong 15–70 Yan Bingtao - Lei Peifan 30–28 Kurt Maflin - Andrew Higginson 8–73 Zhou Yuelong | - David Lilley 8–72 Barry Hawkins - Tian Pengfei 16–39 Sunny Akani - Soheil Vahedi 42–2 Daniel Wells - Andrew Pagett 26–42 Ross Bulman - Mike Dunn 47–0 Matthew Stevens - Dominic Dale 17–83 Anthony McGill - Ian Burns 49–43 Chang Bingyu - Mark Williams 43–47 Ashley Carty |

22 février – Session du soir
| - Thepchaiya Un-Nooh 11–79 Peter Lines - Ali Carter 63–68 Brandon Sargeant - Xiao Guodong 101–4 Ashley Hugill - Luo Honghao 100–19 Igor Figueiredo - Liang Wenbo 53–44 Martin O'Donnell - Jack Lisowski 54–44 Fraser Patrick - Zhang Anda 62–19 Ken Doherty - Nigel Bond 23-58 Mei Xiwen | - Billy Joe Castle 66–30 Ronnie O'Sullivan - Li Hang 40–28 Chen Feilong - Elliot Slessor 2–62 Michael Holt - Ryan Day 39–44 Joe Perry - Jak Jones 111–1 Jordan Brown - Zhao Xintong 46–64 Ben Woollaston - Craig Steadman 52–26 Chris Wakelin - Alexander Ursenbacher 19–86 Shaun Murphy |

### Troisième tour
23 février – Session de l'après-midi
| - Zhou Yuelong 65–8 Jack Lisowski - Liang Wenbo 41–61 Anthony McGill - Ashley Carty 20–56 Mike Dunn - Anthony Hamilton 73–0 Ross Bulman - Brandon Sargeant 21–44 Shaun Murphy - Lyu Haotian 64–47 Soheil Vahedi - Aaron Hill 2–63 Craig Steadman - Jak Jones 16–28 Peter Lines | - Barry Hawkins 15–54 Ben Woollaston - Jamie Clarke 47–11 Li Hang - Zhang Anda 31–6 Xiao Guodong - Yan Bingtao 73–17 Dean Young - Ian Burns 15–38 Michael Holt - Luo Honghao 2–51 Billy Joe Castle - Lei Peifan 6–21 Mei Xiwen - Sunny Akani 25–62 Joe Perry |

### Quatrième tour
23 février – Session du soir
| - Shaun Murphy 38–48 Anthony McGill - Lyu Haotian 34–32 Zhang Anda - Craig Steadman 15–42 Yan Bingtao - Billy Joe Castle 39–77 Zhou Yuelong | - Ben Woollaston 96–0 Jamie Clarke - Mei Xiwen 22–12 Mike Dunn - Peter Lines 23–48 Anthony Hamilton - Joe Perry 24–67 Michael Holt |

### Quarts de finale
23 février – Session du soir
| - Mei Xiwen 18–38 Zhou Yuelong - Ben Woollaston 6–19 Michael Holt | - Lyu Haotian 45–33 Anthony McGill - Anthony Hamilton 9–35 Yan Bingtao |

### Demi-finales
23 février – Session du soir
- Michael Holt 59–16  Yan Bingtao
- Zhou Yuelong 44–33  Lyu Haotian

### Finale
23 février – Session du soir
- Michael Holt 64–1  Zhou Yuelong

## Centuries
- 133  Thor Chuan Leong
- 120  Chang Bingyu
- 107  Jak Jones
- 101  Xiao Guodong